# Ramazan Aksoy
Ramazan Aksoy (* 30. März 1990 in Ayancık) ist ein türkischer Fußballspieler.

## Karriere
Aksoy begann 1998 in der Jugend seines Heimatverein Ayancıkspor mit dem Vereinsfußball und wechselte 2008 in die Jugend vom Erstligisten Gençlerbirliği Ankara. Bei Gençlerbirliği erhielt er im Frühjahr 2009 einen Profivertrag, spielte aber ein Jahr lang weiterhin für die Reservemannschaft. Für die Rückrunde der Saison 2009/10 wurde er an den Viertligisten Kastamonuspor und für die Saison 2010/11 an den Zweitverein Gençlerbirliğis, an Hacettepe SK. Für Hacettepe spielte er eine Saison und verbrachte dann die Spielzeit 2012/13 als Leihspieler beim Viertligisten Menemen Belediyespor.
Zur Spielzeit 2013/14 wechselte Aksoy in die TFF 1. Lig zu Tavşanlı Linyitspor. Bereits zur nächsten Rückrunde verließ er diesen Klub und wechselte zu Fatih Karagümrük SK.